# Camp de concentration de Yodok
Le camp de concentration de Yodok (également transcrit Yodŏk, Yodeok, ou Yoduk) est un camp de concentration en Corée du Nord. Le nom officiel est kwanliso (colonie de travail pénal) no 15. Le camp est utilisé pour écarter les personnes considérées comme hostiles au régime et les punir pour les fautes politiques, et les exploiter avec des travaux forcés. On estime à cinquante mille le nombre d'hommes, de femmes et d'enfants actuellement détenus dans ce camp. Yodok est l'un des six camps connus du pays (avec Kaechon, Hwasong, Bukchang, Hoeryong et  Chongjin).

## Localisation
Le camp de Yodok est à environ 110 km au nord-est de Pyongyang. Il est situé dans l’arrondissement de Yodok, dans la province de Hamgyong du Sud et s'étend dans la vallée de la rivière Ipsok, entouré par des montagnes : Paek-san 1 742 m au nord, Modo-san 1 833 m au nord-ouest, Tok-san 1 250 m à l'ouest, et Byeongpung-san 1 152 m au sud. L'entrée de la vallée est le passage de 1 250 m de Chaebong à l'est. Les cours d'eau des vallées de ces montagnes forment la rivière Ipsok, qui se jette dans la rivière Yonghung en aval et finalement dans la mer près de la ville de Wonsan.

## Description
Yodok camp comporte deux parties:
- La zone de contrôle total (Chosŏn'gŭl: 특별독재대상구역), avec les colonies de travail pénitentiaire de Pyongchang-ri et Yongpyong, est pour les gens suspectés par les autorités d'avoir commis des crimes contre le régime ou qui ont été dénoncés comme politiquement peu fiables (par exemple les rapatriés du Japon ou les chrétiens)[6]. Ces prisonniers ne sont jamais libérés[7].
- La zone révolutionnaire  (Chosŏn'gŭl: 혁명화대상구역), avec les camps de rééducation d'Ipsok-ri, de ri-Kuup et de Daesuk-ri, sert à punir les gens pour des crimes politiques moins graves (par exemple quitter illégalement le pays, écouter des émissions de Corée du Sud, ou critiquer la politique du gouvernement). Ces prisonniers sont libérés après avoir purgé leur peine[8].

Dans les années 1990, la zone de contrôle total avait environ 30 000 prisonniers alors que la plus petite zone révolutionnaire avait environ 16 500 prisonniers ; cependant, des images satellites récentes indiquent que le camp s'est agrandi de manière significative. La plupart des prisonniers sont déportés vers Yodok sans procès, ou à la suite de procès inéquitables, sur la base d'aveux obtenus sous la torture. Les gens sont souvent incarcérés avec les membres de leur famille et leurs proches parents, y compris les jeunes enfants et les personnes âgées, fondée sur la culpabilité par association (Sippenhaft). Ce système de « culpabilité par association » a pour but d'étouffer toute contestation en contrôlant la population grâce à la peur.
Le camp a une superficie d'environ 378 km2. Il est entouré d'une clôture de barbelés de trois à quatre mètres de haut avec du fil électrique et des miradors à intervalles réguliers. Le camp est patrouillé par des gardes avec fusils automatiques et chiens de garde.
En 2004, une station de télévision japonaise a diffusé ce qu'elle a dit être des images issues du camp.

## Conditions dans le camp

### Conditions de vie
Les prisonniers vivent dans des cabanes primitives poussiéreuses avec des murs faits de boue séchée, un toit (en mauvais état) fait de paille posée sur des planches de bois et un sol couvert de paille et de nattes végétales sèches. Dans une pièce d'environ 50 m2, 30 à 40 prisonniers dorment sur un lit fait d'une planche de bois recouvert d'une couverture. La plupart des cabanes ne sont pas chauffées, même en hiver, où les températures sont inférieures à −20 °C, et bon nombre de prisonniers souffrent de gelures et d'œdèmes des membres durant l'hiver. Les détenus du camp endurent également des maladies comme la pneumonie, la tuberculose, ou la pellagre sans aucun suivi médical.
Les nouveaux prisonniers reçoivent des vêtements que leurs prédécesseurs avaient portés jusqu'à leur mort. La plupart des vêtements sont sales, usés, et plein de trous. Les prisonniers n'ont pas de chaussures appropriées, de chaussettes, de gants, et généralement pas de vêtements de rechange.
Les morts sont enterrés nus, car leurs biens sont utilisés par d'autres prisonniers. Tous les prisonniers sont recouverts d'une épaisse couche de saleté, car ils sont surchargés de travail et n'ont pratiquement aucune possibilité de se laver eux-mêmes ou leurs vêtements. En conséquence, les cabanes des prisonniers sont nauséabondes et infestées de poux, de puces et autres insectes. Les prisonniers doivent faire la queue devant les toilettes communautaires, sales, une pour 200 détenus, et utilisent des feuilles sèches pour s'essuyer.
Les gardiens du camp obligent les prisonniers à faire des comptes rendus les uns sur les autres, et désignent certains d'entre eux comme chefs d'équipes pour contrôler un groupe. Si une personne n'a pas travaillé assez dur, tout le groupe est puni. Cela crée de l'animosité entre les détenus, détruit toute solidarité, et les oblige à créer un système d'auto-surveillance.

### Esclavage
Hommes, femmes et enfants effectuent des travaux forcés sept jours par semaine et sont traités en esclaves. Le travail inclut l'extraction de gypse, d'or, le travail de plantes pour textiles, des distilleries, un atelier de forgeron, l'agriculture et l'exploitation forestière. De dangereux accidents du travail se produisent souvent.
Le travail en été commence à 4 heures et se termine à 20 heures. Le travail pendant les autres saisons commence à 5 h 30, mais est souvent prolongé au-delà 20 heures lorsque les quotas de travail ne sont pas respectés, même dans l'obscurité. Après le dîner, les prisonniers sont tenus d'assister à des séances d'éducation idéologique et des sessions de lutte de 9 heures à 11 heures, où les détenus qui ne remplissent pas les objectifs sont sévèrement critiqués et battus. Si les prisonniers ne se souviennent pas des instructions données par Kim Il-sung, ils ne sont pas autorisés à dormir, ou leurs rations alimentaires sont réduites.
La plupart des enfants de primaire vont à l'école le matin. Les principaux sujets sont l'histoire de la révolution de Kim Il-sung et Kim Jong-il. L'après-midi, ils effectuent des travaux forcés avec des quotas de travail très élevés en termes de quantité et d'intensité. Les enfants sont battus avec un bâton en cas de non-respect des quotas de la journée.
Les enfants des écoles primaires doivent transporter de lourdes bûches douze fois par jour sur quatre kilomètres ou des seaux de fumier de trente kilo, trente fois par jour.
Les enfants effectuent également d'autres travaux, comme ramasser 20 kg de plantes dans les montagnes, ou cultiver des champs de 200 m2. Parfois, les enfants meurent dans des accidents de travail. Les enfants plus âgés doivent travailler toute la journée, et se voient à partir de seize ans attribuer les mêmes quotas de travail que les adultes.

### Malnutrition
Les prisonniers sont constamment maintenus au bord de la famine. Les rations journalières pour les prisonniers sont entre 100 et 200 g de maïs bouilli en gaudes, servis trois fois par jour. En fonction de la production agricole de l'année, les rations peuvent être réduites. Si les prisonniers ne terminent pas leur quota de travail quotidien ou violent des règles, même mineures, les rations quotidiennes sont réduites ou temporairement interrompues, même pour les malades, infirmes et handicapés. Les détenus mangent tous les animaux sauvages qu'ils peuvent attraper, y compris les rats, les serpents, les grenouilles, les salamandres, les vers et les insectes, bien qu'ils soient sévèrement punis s'ils se font attraper par les gardes. Pour éviter d'être détectés, ils mangent la viande crue, souvent sans enlever la peau. Les animaux sauvages sont la seule source de viande et de graisse, puisque les rations alimentaires manquent à la fois de viande et d'huile végétale. Certains prisonniers se faufilent dans les porcheries pour voler la nourriture des porcs ou ramassent des grains de maïs non digérés dans les matières fécales d'animaux pour survivre.
Lee Young-kuk estime qu'à la fin des années 1990, environ 20 % des détenus de Daesuk-ri sont morts de malnutrition chaque année, avec de nouveaux prisonniers arrivant chaque mois. Tous les anciens prisonniers disent avoir souvent vu des gens mourir.

## Violations des droits de l'homme

### Torture
Les méthodes de torture suivantes sont décrites dans les témoignages d'anciens prisonniers :
- La torture du pigeon[45]: Les bras du prisonnier sont attachés derrière le dos, les membres liés ensemble, et il est suspendu au plafond pendant plusieurs jours[46].
- L'ingestion forcée d'eau : le prisonnier est attaché à une table et forcé à boire de grandes quantités d'eau. Les gardes sautent ensuite sur une planche posée sur le ventre gonflé pour en faire sortir l 'eau[11].
- L'immersion dans l'eau : un sac en plastique est placé sur la tête du prisonnier et il est immergé dans l'eau pendant de longues durées[11].
- Les passages à tabac : les prisonniers sont battus tous les jours si les quotas de travail n'ont pas été respectés[47], s'ils ne s'agenouillent pas assez vite devant les gardes, ou juste pour le plaisir de l'humiliation[48]. Les prisonniers deviennent souvent handicapés ou décèdent sous les coups[18]; même les enfants sont sévèrement battus[49] et suppliciés[50].

Les prisonniers sont totalement à la merci des gardes, ceux-ci peuvent en abuser sans modération. D'anciens prisonniers ont vu un homme être attaché par le cou à un véhicule et traîné sur de longues distances et un enfant de l'école primaire roué de coups sur la tête. Dans les deux cas, les prisonniers sont morts peu de temps après.

### Exécutions
Les prisonniers qui contreviennent aux règles du camp (comme vol de la nourriture ou tentative d'évasion) sont généralement exécutés en public (sauf ceux qui ont été abattus). Des exécutions sommaires ont lieu devant les prisonniers réunis plusieurs fois par an; et tous les anciens prisonniers déclarent en avoir été les témoins. Avant l'exécution, les prisonniers sont torturés et privés de nourriture. Ceux qui sont forcés à assister à l'exécution ne peuvent souvent pas supporter la scène sans protester et sont ainsi abattus.
Une méthode commune pour tuer des prisonniers est de leur attribuer une charge de travail impossible. Quand le travail n'est pas terminé, les rations alimentaires du prisonnier sont réduites comme une punition. Finalement, la combinaison des travaux lourds et de nourriture réduite conduit à la mort par inanition.
Les prisonniers libérés de Yodok sont obligés de respecter un serment tatoué avec un tampon sur leur main. L'engagement est le suivant : « je vais être exécuté si je révèle les secrets de Yodok »[réf. souhaitée].

### Abus et avortements forcés
Les femmes du camp ne sont absolument pas protégées contre les agressions sexuelles des gardiens. Les prisonnières sont souvent obligées de se déshabiller pour être battues et harcelées, et un ancien prisonnier a affirmé qu'il est fréquent pour les gardes d'abuser sexuellement des femmes détenues. Les femmes meurent parfois après avoir été violées. Les femmes enceintes reçoivent habituellement un avortement forcé.

## Demande de fermeture
Amnesty International résume ainsi la situation des droits humains au camp de Yodok : « les hommes, les femmes et les enfants se voient contraints dans le camp à un dur travail forcé, une nourriture insuffisante, des coups, des soins médicaux tout à fait insuffisants et des conditions de vie insalubres. Beaucoup tombent malades en prison, et un grand nombre meurent en détention ou peu après leur libération ». L'organisation demande la fermeture immédiate de Yodok et de tous les autres camps de prisonniers politiques en Corée du Nord. La demande est soutenue par International Coalition to Stop Crimes against Humanity in North Korea, une coalition de plus de quarante organisations des droits de l'Homme.

## Prisonniers ayant témoigné
- Kang Chol-hwan (à Yodok de 1977 à 1987) a été emprisonné à neuf ans, parce que sa famille est rentrée du Japon et a été considérée comme politiquement peu fiable[10]. Il est le co-auteur, avec Pierre Rigoulot,  de Les Aquariums de Pyongyang.
- An Hyuk (à Yodok de 1987 à 1989) a été emprisonné à l'âge de dix-huit ans parce qu'il a quitté illégalement la Corée du Nord[28].
- Kim Tae-jin (à Yodok de 1988 à 1992) a également été emprisonné à l'âge de dix-huit ans pour avoir quitté illégalement la Corée du Nord[60] pour la Chine (qui l'a renvoyé dans son pays).
- Lee Young-kuk (à Yodok de 1995 à 1999), ancien garde du corps de Kim Jong-il, a été enlevé en Chine et emprisonné parce qu'il avait quitté illégalement la Corée du Nord et critiqué le pays[61].
- Kim Eun-cheol (à Yodok de 2000 à 2003) a été emprisonné à l'âge de dix-neuf ans parce qu'il a quitté illégalement la Corée du Nord[62]. Il faisait partie d'un groupe de sept réfugiés rapatriés par la Russie, l'Organisation des Nations unies leur a accordé le statut de réfugiés, mais n'a pas réussi à les protéger[63].
- La sud-coréenne Shin Suk-ja et ses filles Oh Hae-won et Oh Kyu-won (à Yodok depuis 1987, quand les filles étaient âgées de neuf et onze ans) ont été emprisonnées parce que son mari Oh Kil-nam n'est pas revenu d'un séjour à l'étranger[64]. La famille avait été attirée par l'Allemagne sur les fausses promesses d'agents nord-coréens deux ans auparavant[65]. Kang Chol-hwan et An Hyuk ont témoigné avoir rencontré Shin Suk-ja durant leur emprisonnement[66].
- Le citoyen sud-coréen Jeong Sang-un (à Yodok depuis 2010) est un prisonnier de guerre sud-coréen jamais rapatrié de 84 ans qui a été emprisonné pour avoir illégalement quitté la Corée du Nord[67].

## Culture
- En 2001, Kang Chol-hwan a écrit le livre Les aquariums de Pyongyang qui décrit son enfance à Yodok[68].
- En 2006, Jung Sung-san, un autre ancien prisonnier, a dirigé le musical  Yoduk Story[69].
- En 2008, Andrzej Fidyka fait le film Yodok Stories[70].